# Port lotniczy Sweti Nikole
Port lotniczy Sweti Nikole – port lotniczy położony w miejscowości Sweti Nikole, w Macedonii Północnej. Obsługuje połączenia krajowe.